# La guerra segreta di suor Katryn
La guerra segreta di suor Katryn (Conspiracy of Hearts) è un film del 1960 diretto da Ralph Thomas.

## Trama
Nel 1943, durante l'occupazione nazista dell'Italia, le suore di un convento, per iniziativa della priora Katryn, fanno fuggire un po' alla volta i bambini ebrei tenuti prigionieri in un campo di concentramento che si trova nelle vicinanze del monastero, per affidarli a famiglie disposte all'adozione, ma quando i tedeschi iniziano a sospettare delle suore l'operazione diventa sempre più rischiosa.